# Haunton
Haunton est un village anglais situé dans le Staffordshire.